# Бялохово
Бялохово (пол. Białochowo, нім. Burg Belchau) — село в Польщі, у гміні Роґужно Ґрудзьондзького повіту Куявсько-Поморського воєводства.
Населення — 483 особи (2011).
У 1975-1998 роках село належало до Торунського воєводства.

## Демографія
Демографічна структура станом на 31 березня 2011 року:
|          | Загалом | Допрацездатний вік | Працездатний вік | Постпрацездатний вік |
| -------- | ------- | ------------------ | ---------------- | -------------------- |
| Чоловіки | 244     | 71                 | 158              | 15                   |
| Жінки    | 239     | 60                 | 139              | 40                   |
| Разом    | 483     | 131                | 297              | 55                   |